# Mikiola cristata
Mikiola cristata är en tvåvingeart som beskrevs av Jean-Jacques Kieffer 1898. Mikiola cristata ingår i släktet Mikiola och familjen gallmyggor.
Artens utbredningsområde är Frankrike. Inga underarter finns listade i Catalogue of Life.